# Сараєвська ратуша
Сараєвська ратуша (босн. і хорв. Gradska vijećnica Sarajevo, серб. Градска виєћница Сараєво), відома як Вічниця (босн. Vijećnica), розташована в місті Сараєво. Проєкт був розроблений у 1891 році чеським архітектором Карелом Паржиком, але критика міністра, барона Бенджамін Каллай, змусила його припинити роботу над проектом. Спочатку це була найбільша і найрепрезентативніша будівля австро-угорського періоду в Сараєві і служила міською ратушею. Будівля була знову відкрита 9 травня 2014 р.

## Історія

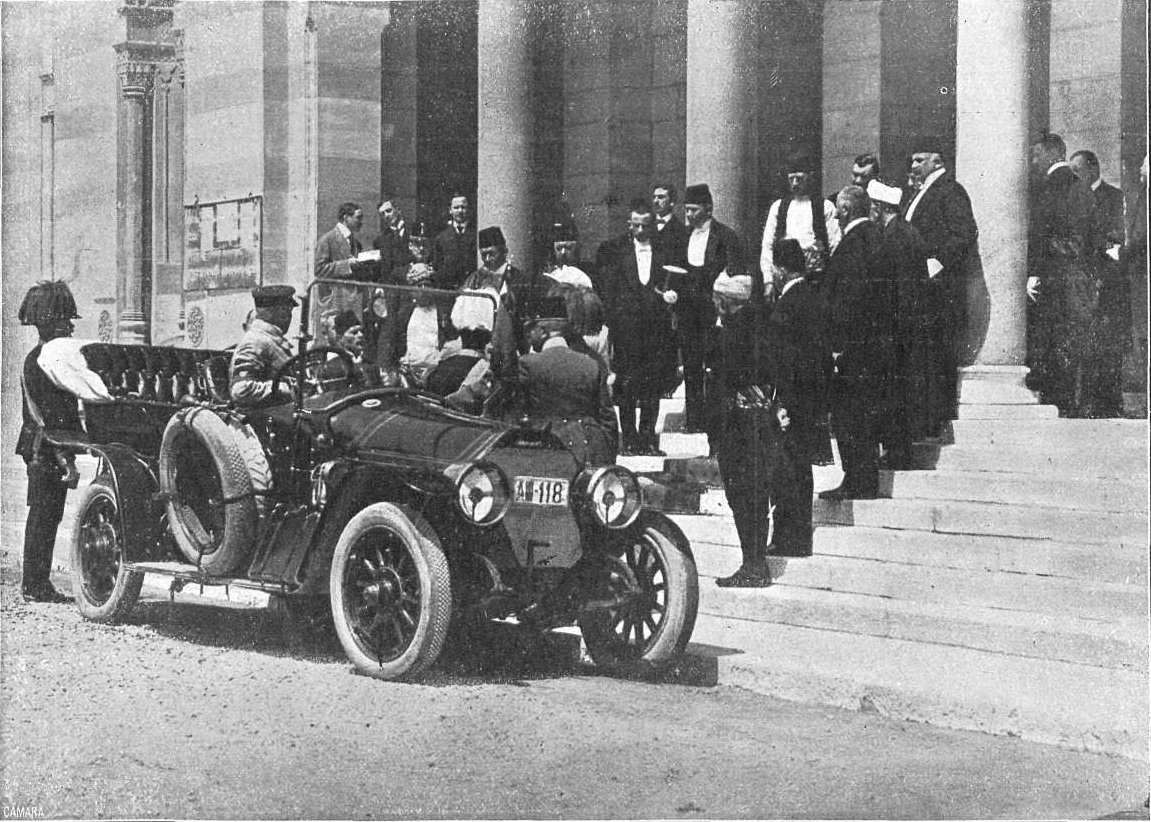
Франц Фердинанд прибуває до мерії між першим і другим замахом на його життя, 1914 рік

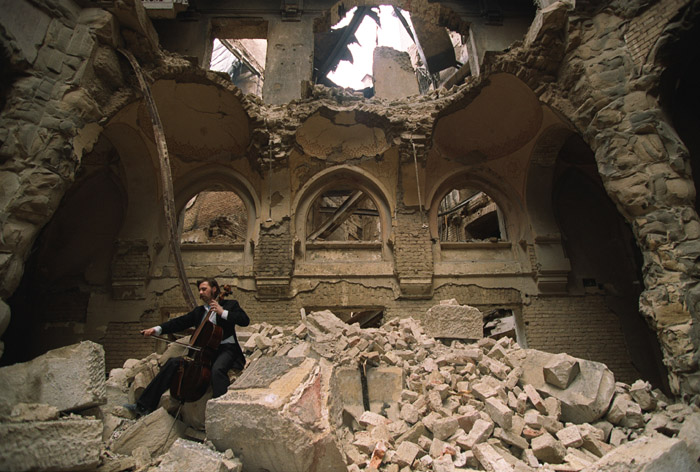
Смайлович грав на віолончелі у зруйнованій бібліотеці, 1992

Олександр Віттек, який працював над проектом у 1892 і 1893 роках, захворів і помер у 1894 році в Граці, а роботу закінчив Кирил Івекович. Споруда була побудована у стилістичному поєднанні історичної еклектики, переважно в псевдо-мавританському стилі, для якого бралися приклади з ісламського мистецтва Іспанії та Північної Африки.
Будівельні роботи розпочалися в 1892 році і були завершені в 1894 році вартістю 984 000 крон. Будівля офіційно відкрита 20 квітня 1896 р. і передана міській адміністрації, яка займала будинок до 1949 р., коли вона була передана Національній та університетській бібліотеці Боснії та Герцеговини.
25 серпня 1992 року сербські обстріли під час облоги Сараєва призвели до повного знищення бібліотеки; серед втрат було близько 700 рукописів та інкунабул та унікальна колекція боснійських серійних видань, деякі з середини XIX століття боснійського культурного відродження. До нападу бібліотека зберігала 1,5 мільйона томів та понад 155 000 рідкісних книг та рукописів. Деякі громадяни та бібліотекарі намагалися врятувати книги під обстрілом снайперів, принаймні одна людина загинула.
Більшість книг не вдалося врятувати від полум'я. Структурний ремонт будівлі планували здійснити у чотири етапи: 1996—1997 (фінансується за рахунок пожертв Австрійської Республіки) та 2000—2004 (за кошти Європейської Комісії) та міста Барселони. Третій етап закінчився у вересні 2012 року, з оціночною вартістю 4,6 млн KM (близько € 2,37 млн) і повертає ратушу до його колишнього виду. Четвертий етап розпочався після завершення третього етапу і тривав близько 20 місяців, закінчившись наприкінці 2013 року, вартість якого склала 14 млн. КМ (близько 7,23 млн. Євро). На цьому етапі було побудовано та реконструйовано весь інтер'єр (картини, скульптури, книги).
Після ремонту будівля, яка зараз є національною пам'яткою, буде використовуватися для різноманітних заходів. Його простір буде використовуватися для проведення різноманітних протокольних заходів для всіх рівнів влади, концертів та виставок.

## Відновлення
Після багаторічної реставрації будівля була знову відкрита 9 травня 2014 року, виступом Сараєвського філармонічного оркестру та Ведрана Смайловича.